# Ebbe Carlsson-affären
Ebbe Carlsson-affären var en politisk skandal i Sverige som inleddes den 1 juni 1988, då Per Wendel i tidningen Expressen avslöjade att bokförläggaren Ebbe Carlsson utredde PKK-spåret, det vill säga en teori om att den kurdiska gerillaorganisationen PKK skulle varit delaktiga i Palmemordet. Ebbe Carlsson skulle ha agerat med stöd från Sveriges dåvarande justitieminister Anna-Greta Leijon (s), och hade tillgång till hemlig information och olaglig avlyssningsutrustning.
Affären ledde bland annat till att Anna-Greta Leijon tvingades avgå i början av juni 1988, samt att Ebbe Carlsson dömdes till böter för varusmuggling i mars 1992. Riksdagens konstitutionsutskott granskade affären genom utfrågningar som direktsändes i TV med början i augusti 1988. En irriterad ordväxling mellan Carl Lidbom och utskottets vice ordförande Anders Björck fick betydande uppmärksamhet i massmedia.

## Bakgrund
Efter Stig Berglings rymning i oktober 1987 blev Carl Lidbom, Sveriges dåvarande ambassadör i Paris, ombedd att komma till Stockholm för överläggningar med statsminister Ingvar Carlsson. Statsministern ville att Säpos rutiner skulle utredas för att se om det dels fanns brister i rutinerna som hade underlättat Berglings flykt, dels om det fanns brister i anslutning till utredningen om mordet på Olof Palme. Statsministern bad Lidbom bli ordförande för en parlamentarisk kommitté som skulle lägga fram en utredning. Lidbom, men inte övriga i kommittén, fick fullmakt att ta fram vilka uppgifter som helst hos Säpo. Den 5 november tillsattes kommittén av regeringen.
Lidbom och Ebbe Carlsson var bekanta med varandra sedan de båda var konsultativt statsråd respektive informationssekreterare på justitiedepartementet i början av 1970-talet. Carlsson hade värdefulla kunskaper om – och kontakter på – Säpo och hans teorier hade av rikspolischefen Nils Erik Åhmansson bedömts vara så intressanta att ett samarbete mellan Carlsson och säkerhetspoliserna Jan-Henrik Barrling och Walter Kegö inletts. Åhmansson hade också försett Carlsson med en polisman som livvakt.
Carlsson hävdade att:
- Säpo hade kunnat förhindra mordet på Olof Palme med hjälp av befintliga telefonavlyssningar av kurder och spaningsrapporter från Palmes bostad vid Västerlånggatan i Gamla stan. Säpos operative chef P-G Näss påstods ha känt till att PKK planerade ett mord i Stockholm i februari 1986
- I augusti 1985 i Damaskus påstods företrädare för Irans regering ha gett uppdrag åt PKK att utföra mordet. Palme påstods ha stoppat försök att smuggla in Robot 70 i Iran. PKK hade av den svenska regeringen förklarats vara en terroristorganisation och medlemmar i Sverige hade dömts till kommunarrest.

Den 17 mars kontaktade Lidbom justitieminister Anna-Greta Leijon för att presentera Carlssons teorier. En vecka senare, den 24 mars, träffades Leijon och Carlsson vid ett kort möte, där Carlsson själv berättade om sina teorier. De träffades igen den 27 mars när Carlsson i detalj fick gå igenom sina teorier. I detta sammanhang ansågs en avhoppad PKK-medlem bosatt i Västtyskland kunna ge särskilt intressanta uppgifter om mötet i Damaskus.
Den 28 mars informerade Leijon statsministern om Carlssons teorier. Den 8 april träffade Lidbom statsministern och denne begärde att uppgifterna skulle kontrolleras. Om de då visade sig vara trovärdiga skulle riksdagens partiledare informeras. Att få uppgifterna bekräftade av polisen tog dock lång tid. Den 4 maj talade Leijon med rikspolischefen Nils Erik Åhmansson som lovade att resultatet av undersökningen skulle redovisas för statsministern den 20 eller 25 maj. Undersökningen drog dock ut på tiden men den 26 maj bestämde statsministern och Leijon att resultatet måste vara klart innan den 7 juni för att partiledarna då skulle kunna informeras.
Den 2 maj berättade Carlsson för Leijon att han skulle resa till Storbritannien och försöka prata med människor som kunde berätta mer om mötet i Damaskus 1985. Carlsson bad Leijon om ett rekommendationsbrev. Ett sådant fick han den 4 maj och kopian lade Leijon i departementets kassaskåp utan att registrera det.
Den 9 maj presenterade Carlsson själv sina teorier för åklagaren Jörgen Almblad. Almblad protesterade mot att inte ha informerats om att Carlsson hade fått en roll i utredningen om mordet. Åklagarna ifrågasatte om inte säkerhetsbestämmelser hade brutits och om det inte var regelbrott att ge hemligt material till Carlsson.
Den 30 maj ringde Expressens reporter Per Wendel till Leijon och ställde frågor om Ebbe Carlssons roll i mordutredningen. Wendel ringde även nästa dag, den 1 juni, och på hans fråga om Leijon skrivit ett rekommendationsbrev till Carlsson några månader tidigare, innan dennes resa till Frankrike, förnekade Leijon att hon gjort det. På frågan om hon någonsin skrivit ett rekommendationsbrev gav Leijon undvikande svar. Efter telefonsamtalet registrerades rekommendationsbrevet och hemligstämplades genast.

## Avslöjandet
Den 1 juni 1988 kunde tidningen Expressen berätta om Ebbe Carlssons hemliga roll i Palmeärendet och samma dag stoppade tullen i Helsingborg Carlssons livvakt när denne försökte smuggla in olaglig avlyssningsapparatur i landet. Den politiska skandalen var därmed ett faktum. En vecka senare tvingades justitieminister Anna-Greta Leijon att avgå inför en hotande misstroendeförklaring från riksdagen.
Under de kommande månaderna, tillika valåret, 1988 fortsatte affären att svälla. I Expressen insinuerade den 9 juni Cecilia Hagen att det fanns en homosexuell konspiration. Den 1 juli presenterades en rapport av Justitiekansler Hans Stark och en PM sammanställd av Regeringskansliet. De borgerliga partierna tryckte på för att konstitutionsutskottet skulle inkallas direkt istället för att vänta några månader till. Med början i augusti 1988 inleddes därför TV-sända förhör från KU. Bland dem som kallades fanns Ingvar Carlsson, Anna-Greta Leijon, Ebbe Carlsson, rikspolischef Nils Erik Åhmansson och rikspolischef Holger Romander. Konstitutionstskottets utfrågning av Carl Lidbom i mars 1989 fick stor uppmärksamhet när utskottets vice ordförande Anders Björck, irriterad över att Lidbom avfärdade frågor som "trams", sade åt honom att veta hut.
I september 1988 beslöt riksåklagaren om förundersökning och en månad senare avgick rikspolischefen Nils Erik Åhmansson efter kritik från justitiekanslern för sin inblandning i Ebbe Carlsson-affären. I april 1989 lämnade även Säpochefen Sune Sandström sin post. År 1991 (under tiden hade Christer Pettersson både gripits, fällts och friats för mordet) inleddes rättegångarna mot Ebbe Carlsson m.fl. Svea hovrätt dömde honom i mars 1992 till böter för varusmuggling. 
I sin bok Ebbe: mannen som blev en affär menar Anders Isaksson att statsministern Ingvar Carlsson måste ha känt till mer kring dessa händelser än vad han senare har velat medge.
Holmérs så kallade huvudspår, PKK-spåret, har nu sedan länge lagts till handlingarna i polisutredningen.
Per T. Ohlsson kommenterade 2018 att "Socialdemokraternas problem med Ebbe Carlsson-affären var ju att [den] för många illustrerade ett problem som var föranlett av en långvarig Socialdemokratisk dominans i svensk politik. [...] Så det blev en illustration av att Socialdemokraterna inte riktigt förmådde skilja sin egen avgränsade roll som politiskt parti, som politisk rörelse, från sin roll som samhällsbärande, som en del av staten. Att den här viktiga gränslinjen hade blivit diffus." Affären dominerade nyhetsflödet månaderna före riksdagsvalet i Sverige 1988, men den bedömdes inte ha påverkat valresultatet i något högre utsträckning och de långsiktiga konsekvenserna bedömdes inte vara lika omvälvande som IB-affären 1973 eller "Pomperipossa i Monismanien" 1976.